# 21. фебруар
21. фебруар је педесет други дан у години у Грегоријанском календару. 313 дана (314 у преступним годинама) остаје у години после овог дана.

## Догађаји
- 1613 — Земски сабор је једногласно изабрао Михаила I, сина московског патријарха Филарета за цара, чиме је на власт дошла династија Романов.
- 1848 — Објављен је „Комунистички манифест“ Карла Маркса и Фридриха Енгелса.
- 1911 — Јапан и САД потписали трговински уговор којим је ограничен прилив јапанских радника у САД.
- 1916 — Немачким нападом почела битка код Вердена у Француској, најдужа и најкрвавија у Првом светском рату. У бици која је окончана 18. децембра погинуло око милион немачких и француских војника.
- 1917 — Избио је Топлички устанак због покушаја бугарске војске да мобилише српске регруте у окупираним областима у јужној Србији у Првом светском рату.
- 1921 — Реза Шах је преузео контролу над Техераном након успешног државног удара.
- 1941 — У авионској несрећи погинуо канадски физиолог Фредерик Грант Бантинг, који је с Чарлсом Бестом 1921. изоловао инсулин. 1923. добио Нобелову награду за медицину коју је поделио са својим сарадником Џоном Маклаудом.
- 1943 — Британски краљ Џорџ VI доделио Русима одликовање "Мач части" за одбрану Стаљинграда у Другом светском рату.
- 1947 — Амерички проналазач Едвин Херберт Ленд у Њујорку представио прву "инстант-камеру", полароид.
- 1958 — Гамал Абдел Насер изабран за првог председника Уједињене Арапске Републике, федерације Египта и Сирије.
- 1972 — Ричард Никсон је допутовао у Пекинг као први председник САД у посети Народној Републици Кини. Тиме почела нормализација америчко-кинеских односа и отворен пут за пријем Кине у Уједињене нације и њено стално место у Савету безбедности.
- 1973 — Израелски ловац је изнад Синајске пустиње оборио либијски путнички авион, усмртивши 108 особа.
- 1974 — У Скупштини Југославије проглашен нови Устав којим су дефинисане промене у односима федерације и федералних јединица и устројство федералне заједнице. Републике практично постале националне државе, а аутономне покрајине Косово и Војводина конститутивни елементи федерације, чиме је њихова веза с Републиком Србијом сведена на минимум.
- 1983 — У етничким немирима после избора у индијској држави Асам погинуло више од 800 људи.
- 1991 — Сабор Републике Хрватске усвојио акт под називом: Резолуција о прихваћању поступка за раздруживање СФРЈ и о могућем удруживању у савез суверених република.
- 1992 — Савет безбедности Уједињених нација донео резолуцију 743 о упућивању мировних снага УН у Југославију с мандатом од 12 месеци.
- 1997 — Присталице и симпатизери српске коалиције "Заједно", који су готово три месеца протестовали широм Србије због поништавања резултата локалних избора, окупили се у Београду да прославе конституисање Скупштине града, прве после Другог светског рата у којој на власти нису били комунисти. Тог дана скинута звезда-петокраке, симбол комунизма, са куполе Градске скупштине. За градоначелника изабран лидер Демократске странке Зоран Ђинђић.
- 2001 — У Кандахару, седишту талибана, више од 1.000 људи присуствовало јавном извршењу смртне казне вешањем две жене оптужене за проституцију.
- 2002 — Председник САД Џорџ Буш допутовао у званичну посету Кини, у прву посету једног председника САД Кини после 30 година.
- 2003 — Извршен неуспели атентат на премијера Србије, Зорана Ђинђића, на ауто-путу код Београдске арене.

## Рођења
- 1397 — Изабела од Португалије, војвоткиња Бургундије. (прем. 1471)[1]
- 1462 — Хуана Белтранка, кастиљска принцеза. (прем. 1530)
- 1609 — Рајмунд Монтекуколи, немачки генерал и аустријски фелдмаршал. (прем. 1680)[2]
- 1705 — Едвард Хок, британски адмирал. (прем. 1781)
- 1728 — Петар III Фјодорович, руски император. (прем. 1762)[3]
- 1763 — Станоје Главаш, војвода Првог српског устанка у смедеревској нахији. (прем. 1815)[4]
- 1791 — Карл Черни, аустријски композитор, пијаниста и педагог. (прем. 1857)[5]
- 1794 — Антонио Лопез де Санта Ана, мексички генерал и државник. (прем. 1876)[6]
- 1836 — Лео Делиб, француски композитор. (прем. 1891)[7]
- 1866 — Аугуст фон Васерман, немачки бактериолог. (прем. 1925)[8]
- 1875 — Жана Калман, француска суперстогодишњакиња. (прем. 1997)[9]
- 1893 — Андрес Сеговија, шпански гитариста. (прем. 1987)[10]
- 1895 — Милан Кашанин, српски историчар уметности. (прем. 1981)[11]
- 1904 — Алексеј Косигин, совјетски политичар и државник, премијер Совјетског Савеза. (прем. 1980)[12]
- 1907 — В. Х. Оден, англоамерички песник. (прем. 1973)[13]
- 1915 — Ен Шеридан, америчка глумица. (прем. 1967)[14]
- 1915 — Антон Вратуша, словеначки политичар. (прем. 2017)[15]
- 1921 — Џон Ролс, амерички филозоф. (прем. 2002)[16]
- 1924 — Роберт Мугабе, револуционар и политичар, председник Зимбабвеа.(прем. 2019)[17]
- 1925 — Сем Пекинпо, амерички редитељ и сценариста. (прем. 1984)[18]
- 1933 — Нина Симон, америчка певачица, композиторка, пијанисткиња, аранжер и активиста за људска права. (прем. 2003)[19]
- 1937 — Харалд V Норвешки, краљ Норвешке.[20]
- 1946 — Алан Рикман, енглески глумац и редитељ. (прем. 2016)[21]
- 1952 — Виталиј Чуркин, великан руске дипломатије. (прем. 2017)[22]
- 1953 — Вилијам Питерсен, амерички глумац.
- 1955 — Келси Грамер, амерички глумац, продуцент, редитељ, сценариста и певач[23]
- 1960 — Пламен Орешарски, бугарски политичар.[24]
- 1962 — Чак Поланик, амерички писац и новинар.[25]
- 1964 — Скот Кели, амерички астронаут и инжењер.[26]
- 1967 — Сари Есаја, финска атлетичарка.[27]
- 1969 — Петра Кронбергер, аустријска скијашица.[28]
- 1974 — Иван Кампо, шпански фудбалер.[29]
- 1977 — Стив Френсис, амерички кошаркаш.[30]
- 1979 — Џенифер Лав Хјуит, америчка глумица и певачица.[31]
- 1980 — Џигме Хесар Намгјел Вангчук, краљ Бутана.[32]
- 1980 — Тицијано Феро, италијански певач, текстописац, музички продуцент и композитор.[33]
- 1983 — Мелани Лоран, француска глумица.[34]
- 1984 — Еразем Лорбек, словенски кошаркашки репрезентативац.[35]
- 1984 — Давид Одонкор, немачки фудбалер.[36]
- 1984 — Андреас Сепи, италијански тенисер.[37]
- 1984 — Ендру Елис, новозеландски рагбиста.[38]
- 1985 — Јоргос Самарас, грчки фудбалер.[39]
- 1987 — Елен Пејџ, канадска глумица.[40]
- 1991 — Ријад Марез, алжирски фудбалер.[41]
- 1992 — Фил Џоунс, енглески фудбалер.[42]
- 1996 — Софи Тарнер, енглеска глумица.[43]
- 1999 — Кристијан Живковић, српски фудбалер.[44]
- 1999 — Суад Маврић, српски фудбалер.[45]

## Смрти
- 4 — Гај Цезар, римски конзул. (рођ. 20. п. н. е.)
- 1437 — Џејмс I, шкотски краљ. (рођ. 1394)[46]
- 1513 — Папа Јулије II, заштитник уметности и уметника. (рођ. 1443)[47]
- 1677 — Барух Спиноза, холандски филозоф. (рођ. 1632)[48]
- 1730 — Папа Бенедикт XIII. (рођ. 1649)[49]
- 1824 — Ежен де Боарне, француски генерал. (рођ. 1781)[50]
- 1862 — Јустинус Кернер, немачки песник и писац. (рођ. 1786)[51]
- 1898 — Милутин Гарашанин, политичар и публициста, министар унутрашњих и спољних послова, потпредседник Владе и председник Народне скупштине Србије. (рођ. 1843)[52]
- 1926 — Хејке Камерлинг Онес, холандски физичар. (рођ. 1853)[53]
- 1941 — Фредерик Бантинг, канадски научник. (рођ. 1891)[54]
- 1968 — Ховард Флореј, аустралијски научник. (рођ. 1898)[55]
- 1965 — Малком Икс, амерички борац за грађанска права. (рођ. 1925)[56]
- 1984 — Михаил Шолохов, руски књижевник, добитник Нобелове награде за књижевност. (рођ. 1905)[57]
- 1991 — Марго Фонтејн, енглеска балерина. (рођ. 1919)[58]
- 1993 — Инга Леман, дански сеизмолог и геофизичар. (рођ. 1888)[59]
- 2005 — Жђислав Бексињски, пољски сликар, фотограф и вајар. (рођ. 1929)[60]
- 2006 — Мирко Марјановић, српски политичар. (рођ. 1937)[61]

## Празници и дани сећања
- Међународни празници
  - Међународни дан матерњег језика
- Српска православна црква слави:
  - Светог великомученика Теодора Стратилата
  - Светог пророка Захарију
  - Светог Саву II - архиепископа српског